# Osservatorio di Iso-Heikkilä
L'osservatorio di Iso-Heikkilä (in finlandese Iso-Heikkilän tähtitorni) è un osservatorio astronomico amatoriale a Iso-Heikkilä, quartiere di Turku, Finlandia. Il complesso è stato gestito dall'Università di Turku dal 1937 al 1972, dopodiché è stato usato dalla divisione locale dell'Ursa Astronomical Association.

## Storia
L'osservatorio era originariamente di proprietà del dipartimento di astronomia dell'università di Turku. Fu costruito negli anni 1935-1936 e progettato dal fisico ed astronomo Yrjö Väisälä. Con il suo gruppo di ricerca Väisälä ha scoperto un totale di 807 asteroidi e 7 comete, contribuendo significativamente alla ricerca nel settore dell'ottica e della topografia.
Con l'espansione urbanistica ed industriale nelle vicinanze della struttura, il dipartimento di astronomia dell'università si trasferì nell'osservatorio di Tuorla negli anni '50. Negli anni '60 l'ampliamento urbanistico limitò drasticamente la possibilità di effettuare osservazioni e l'università dovette cedere completamente la proprietà nel 1972. L'edificio dell'osservatorio e il sito sono ora di proprietà della città di Turku.
L'osservatorio è attualmente gestito da un'associazione astronomica fondata da Väisälä nel 1928 e continua ad organizzare eventi di divulgazione astronomica e astronomia osservativa, congiuntamente con l'osservatorio di Kevola, a fini amatoriali.

## Strumenti
L'osservatorio dispone di due cupole di 6 metri in direzione est-ovest. Gli strumenti principali dell'associazione si trovano nella cupola occidentale: i telescopi da 15 e 13 centimetri realizzati da Yrjö Väisälä e una fotocamera Schmidt-Väisälä da 19 cm. In passato, la cupola ha ospitato una telecamera grandangolare di 50 centimetri che si trova attualmente presso l'osservatorio di Kevola.